# Rio de Oro

Maghreb przed dekolonizacją, 1958.

Rio de Oro (z hiszpańskiego: Złota Rzeka) – region geograficzny, część Sahary Zachodniej pomiędzy 23 i 24 równoleżnikiem o powierzchni około 184 tysięcy km². W latach 1969–1975 jedna z dwóch prowincji składających się na hiszpańską kolonię Sahara Hiszpańska (druga to Sakija al-Hamra).
Od 1979 część terytorium jest okupowana przez Maroko.
Nazwa pochodzi od istniejącej tam niegdyś rzeki, obecnie wyschniętej doliny Wadi az-Zahab (arab. ‏وادي الذهب‎), przebiegającej częściowo również na terytorium Mauretanii. Nazwę tę nadali rzece w XV wieku Portugalczycy (jako Rio do Ouro), którzy wymieniali tu swoje towary na złoto pochodzące z Mali i uważali, że można ten kruszec znaleźć w tym regionie. W rzeczywistości jednak złoto odnaleziono znacznie dalej na południe – dopiero w okolicach dzisiejszego Akdżawadżatu w Mauretanii oraz na ziemiach ludu Wangara na południe od Nigru.
Region zamieszkują głównie muzułmanie, działa niepodległościowy Front Polisario.